# フレクシス
flexis（フレクシス、正式社名: flexis AG） は、コンピュータ関連のサービスおよび製品を提供する企業である。本社はドイツ・バーデン＝ヴュルテンベルク州シュトゥットガルトに所在する。日本法人は、東京都中央区銀座に所在する。

## 概要
フレクシス社は関連会社が日本、米国、カナダを拠点とするドイツソフトウェア・コンサルティング株式非公開会社である。自動車メーカー、自動車下請業界を重点に制約条件ベースのリアルタイム シミュレーションと可視化したプランニング、スケジューリング ソリューションを提供し、注文、生産、物流のスリム化や販売、運用計画のプロセスの統合もサポートする。これらのソリューションは本田技研工業、三菱自動車工業、三菱ふそう、ダイムラーAG、フォルクスワーゲン、アウディ、MAN、PACCAR、コンチネンタル、フォイト、 ZF、CNHグローバル等大手グローバル企業へ導入済み。

## 主な事業
各事業の比率は、サービスおよびコンサルティングが約5割、ソフトウェアが約5割である。